# 朝鮮甘酒
甘酒（朝鮮語：감주）是朝鮮民族一種傳統米酒，由發酵的麴餅釀製而成，是酒釀的一種。發酵時處於60度左右的容器中數小時，由於其發酵過程並不完全，酒精含量比較低。